# Barkhad Abdi
Cette page contient des caractères spéciaux ou non latins. S’ils s’affichent mal (▯, ?, etc.), consultez la page d’aide Unicode.
Pour les articles homonymes, voir Abdi.
Barkhad Abdi (en somali : Barkhad Cabdi ; en arabe : برخد عبدي), né le 10 avril 1985 à Mogadiscio, est un acteur américano-somalien.

## Biographie
En 1999, à l'âge de 14 ans, Barkhad Abdi a déménagé avec sa famille à Minneapolis.[réf. nécessaire] Abdi fait ses débuts au cinéma dans Capitaine Phillips (2013) où il joue le rôle d'Abduwali Muse (en), un pirate somalien et pour lequel il est nommé à l'Oscar du meilleur acteur dans un second rôle en 2014.

## Filmographie
- 2013 : Capitaine Phillips (Captain Phillips) de Paul Greengrass : Abduwali Muse (en)
- 2015 : Eye in the Sky de Gavin Hood : Jama Farah
- 2016 : Grimsby : Agent trop spécial de Louis Leterrier : Tabansi Nyagura
- 2017 : The Pirates of Somalia de Bryan Buckley : Abdi
- 2017 : Extortion de Phil Volken : Miguel Kaba
- 2017 : Good Time de Benny et Josh Safdie : Dash
- 2017 : Blade Runner 2049 de Denis Villeneuve : Doc Badger
- 2018 : L'Extraordinaire Voyage du fakir de Ken Scott : Wiraj
- Hawaii 5-0 : Roko Makoni (Saison 5, episode 15)
- 2023 : The curse : Abshir

## Distinctions

### Récompenses
- Indiana Film Journalists Association Awards 2013 : Meilleur acteur dans un second rôle pour Capitaine Phillips
- London Film Critics Circle Awards 2014 : Meilleur acteur dans un second rôle pour Capitaine Phillips
- British Academy Film Award du meilleur acteur dans un second rôle 2014 pour Capitaine Phillips

### Nominations
- Oscar du meilleur acteur dans un second rôle 2014 pour Capitaine Phillips